# Kleszewo (gmina)
Kleszewo (od 1973 Pułtusk) – dawna gmina wiejska istniejąca do 1954 roku w woj. warszawskim. Nazwa gminy pochodzi od wsi Kleszewo, lecz siedzibą władz gminy był Pułtusk, który stanowił odrębną gminę miejską.
W okresie międzywojennym gmina Kleszewo należała do powiatu pułtuskiego w woj. warszawskim. 1 lipca 1922 z gminy Kleszewo wyłączono Górki, włączając ją do Pułtuska. 7 listopada 1933 z gminy Kleszewo wyłączono Kleszewo-Popławy oraz enklawę wsi Białowieża, włączając je do Pułtuska.
Po wojnie gmina zachowała przynależność administracyjną. Według stanu z 1 lipca 1952 roku gmina składała się z 16 gromad. 
Gminę zniesiono 29 września 1954 roku wraz z reformą wprowadzającą gromady w miejsce gmin. Jednostki nie przywrócono 1 stycznia 1973 roku po reaktywowaniu gmin, utworzono natomiast jej terytorialny odpowiednik, gminę Pułtusk.